# 田口亜希
田口 亜希（たぐち あき、旧姓：寺井、1971年3月12日 - ）は、日本の女子元射撃選手。

## 来歴
追手門学院大学を卒業後、郵船クルーズ株式会社に入社し、旅客船「飛鳥」の乗員(パーサー)として世界中を航海した。休暇中の25歳のとき、脊髄の血管の病気を発症。車椅子生活になる。リハビリ中に出会った友人の勧めで、小型ライフルに出会った。退院後、友人の誘いでビームライフル（光線銃）射撃を始め、その後実弾を使用するライフル射撃（エアーライフル銃、22 口径火薬ライフル銃）に転向。
2004年アテネパラリンピック、2008年北京パラリンピック、2012年ロンドンパラリンピックと、3大会連続出場した。2010年アジアパラ競技大会では3位、銅メダルとなった。
現在は日本郵船（株）広報グループ社会貢献チームに勤務。
一般社団法人日本パラリンピアンズ協会理事（2016年時点）。
2019年2月22日、スポーツ庁参与に就任。任期は、2020年3月31日まで。

## 役職など
- 2016年東京オリンピック招致「開催地選考最終プレゼンテーション」のプレゼンターの一人
- 2016年リオデジャネイロオリンピック閉会式「フラッグハンドオーバーセレモニー」検討メンバー（アドバイス担当）[8][9]
- 2020年東京オリンピック・パラリンピック競技大会組織委員会アスリート委員[10]、ブランドアドバイザリーグループのメンバー
- 東京2020エンブレム委員会委員
- 東京2020大会マスコット選考検討会議委員[11]
- スポーツ庁スポーツ審議会スポーツ基本計画部会委員
- 日本郵船株式会社人事グループ社会貢献推進チーム
- 2024年パリパラリンピック日本代表選手団団長[12]